# Bazylika katedralna w St. Augustine
Bazylika katedralna w St. Augustine – katedra w St. Augustine w stanie Floryda, siedziba katolickiego biskupa diecezji Saint Augustine. Znajduje się na terenie St. Augustine Parish – najstarszej rzymskokatolickiej parafii w USA.
15 kwietnia 1970 wpisana na listę National Historic Landmark. Znajduje się również na liście National Register of Historic Places.

## Historia
St. Augustine (miasto św. Augustyna) zostało założone w 1565 przez Pedro Menéndeza de Avilésa, który wypłynął z portu Kadyks w Hiszpanii, a 28 sierpnia 1565 dopłynął do lądu stałego – wschodnich wybrzeży Florydy (terenu, który dziś nosi nazwę Cape Canaveral). Ponieważ stało się to w dzień wspomnienia św. Augustyna z Hippony, Menéndez postanowił nadać imię świętego założonej przez siebie osadzie. Kontynuował następnie żeglugę na północ. Założona przez niego osada jest najstarszą europejską osadą na terytorium obecnych Stanów Zjednoczonych. W tym samym roku co osadę zbudowano również pierwszy kościół i położono podwaliny pod miejscową parafię. Do ewangelizacji miejscowych Indian ściągnięto franciszkanów z Hiszpanii. W 1586 osada św. Augustyna została spalona przez angielskiego korsarza Francisa Drake’a. Wkrótce potem mieszkańcy odbudowali miasto i kościół. Dla wzmocnienia osady wybudowano w latach 1672–1696 kamienną fortecę Castillo de San Marcos, która pozwoliła przetrwać oblężenie osady przez gubernatora angielskiej kolonii Carolina, Jamesa Moore’a, który ostatecznie w 1702 spalił St. Augustine, a wraz z nią kościół. Do 1763 msze celebrowano w szpitalnej kaplicy La Soledad. W 1763 na mocy pokoju paryskiego dotychczasowa Floryda hiszpańska przypadła Wielkiej Brytanii. Wraz z wycofaniem się katolickich Hiszpanów oznaczało to również osłabienie katolicyzmu na tych terenach. Jego ożywienie nastąpiło w 1767 wraz z przybyciem siły roboczej z Minorki i terenów dzisiejszych Włoch i Grecji oraz w 1784, gdy Wielka Brytania ponownie przekazała Florydę Hiszpanii. W 1786 król Hiszpanii zarządził budowę nowego kościoła parafialnego w St. Augustine. W 1793 położono kamień węgielny pod jego budowę, a nowa, ukończona w 1797 świątynia otrzymała wezwanie Niepokalanego Poczęcia NMP.
W 1857 na terenach położonych na wschód od rzeki Apalachicola ustanowiono wikariat apostolski, podporządkowując go biskupowi Augustinowi Verot. W 1861 Verot został mianowany biskupem diecezji Savannah zachowując swoje obowiązki na Florydzie. 11 marca 1870 erygowano diecezję św. Augustyna, a biskup Verot, na własny wniosek, został mianowany jej pierwszym biskupem. Dotychczasowy kościół parafialny został podniesiony do rangi katedry nowej diecezji.

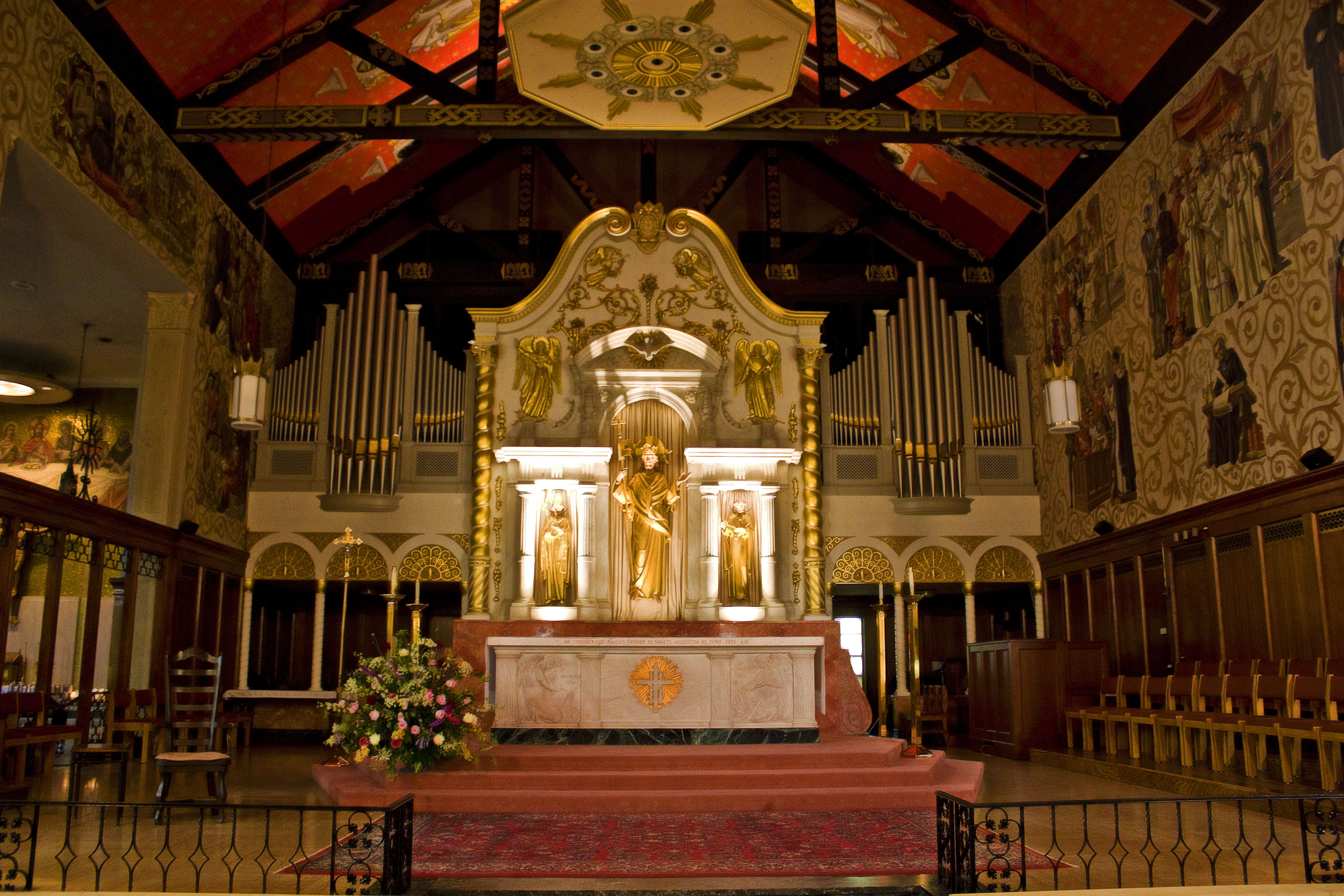
Wnętrze katedry

12 kwietnia 1887 w pobliskim hotelu St. Augustine wybuchł pożar, który rozprzestrzenił się również na katedrę. Biskup John Moore zaapelował do wiernych o fundusze, aby pomóc w jej odbudowie. Odbudowana katedra została powiększona o transept, dobudowano również dzwonnicę, dzieło nowojorskiego architekta Jamesa Renwicka. W okna wstawiono wiktoriańskie witraże, a wnętrze świątyni ozdobiły marmurowe ołtarze oraz obrazy olejne przedstawiające drogę krzyżową, wzorowe na tych z kaplicy św. Pawła w Pałacu Papieskim w Watykanie.
W 1965, na 400-lecie założenia miasta, arcybiskup Joseph Patrick Hurley podjął dzieło renowacji katedry w celu przystosowania jej do zmian liturgicznych zarządzonych przez sobór watykański II. Odnowiona katedra została poświęcona w dniu 9 marca 1966 roku przez kardynała Williama Conwaya, arcybiskupa Armagh (Irlandia). W dniu 4 grudnia 1976 papież Paweł VI podniósł katedrę do rangi bazyliki mniejszej, która stała się tym samym 27. amerykańskim kościołem uhonorowanym tym tytułem przez Stolicę Apostolską.